# Euphyia tasmaniensis
Euphyia tasmaniensis là một loài bướm đêm trong họ Geometridae.